# خواندن

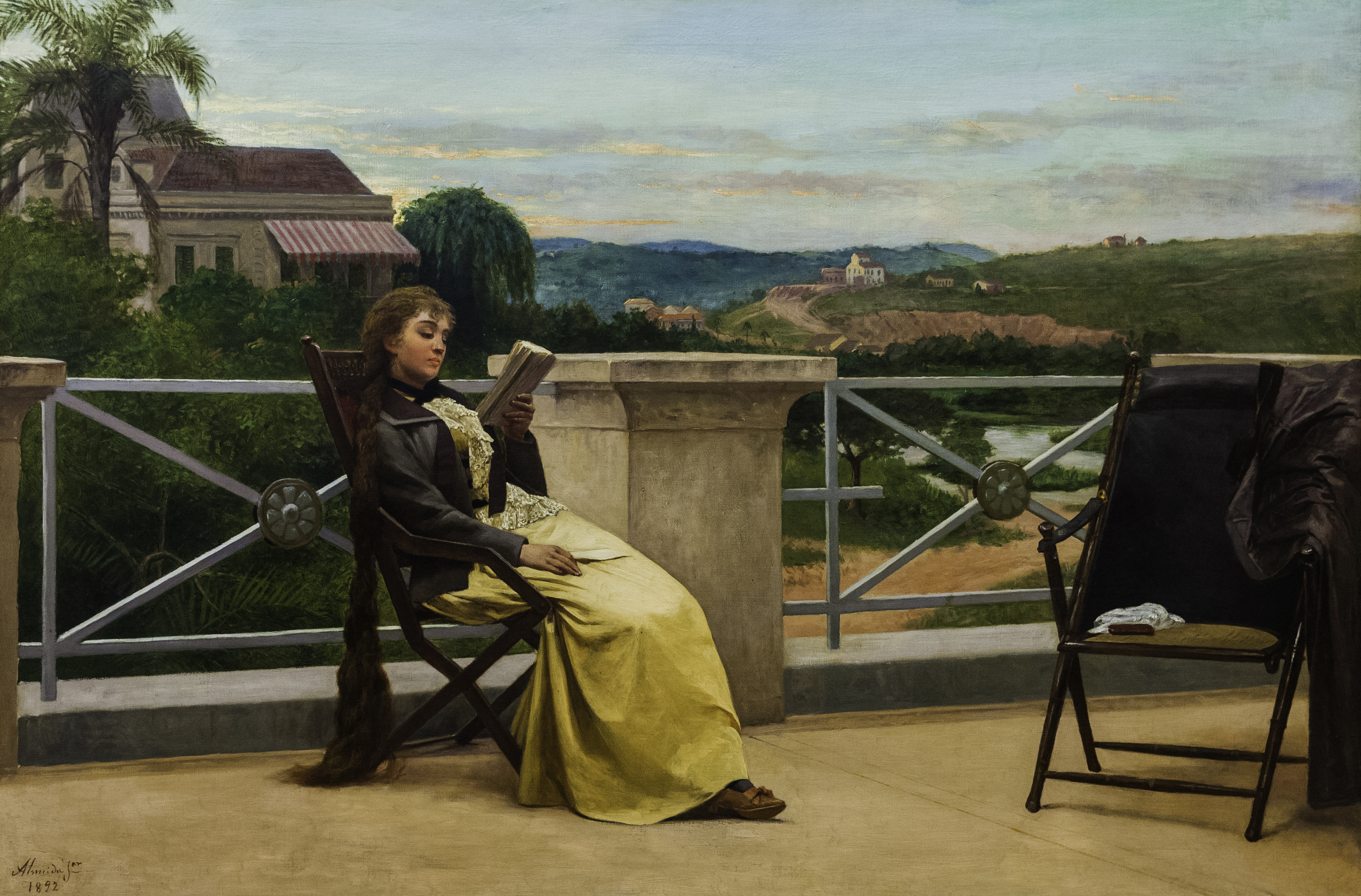
مطالعه، نام اثری به‌سال ۱۹۸۲ میلادی از خوزه فراز د آلمیدا جونیور، نقاش واقع‌گرای برزیلی است.

خواندَن، فرایند شناختی از رمزگشایی نمادهایی نوشتاری فکر یا گفتار در استنتاج معانی از متن است.هارست در تحقیقی فرایند خواندن را ضبط اطلاعات کتبی و درسی می داند.
حصول توانایی در این زمینه مستلزم کسب مهارت‌های زیر است:
1. بازشناسی حروف، کلمه‌ها و جمله‌های زبان در یک نوشته.
2. درک معنای عناصر مذکور و کشف روابط معنایی موجود میان آن‌ها که در نهایت به درک پیام جمله و متن منجر می‌شود.

خواندن مهارتی است که به وسیلهٔ آن می‌توان از مطالب نوشتنی کسب اطلاع کرد.
به شکل کامل ترمی توان گفت؛ خواندن فرایند فعالی است که خواننده، از طریق آن به پیامی که درون نوشته موجود است پی می‌برد و خواننده مرتباً بر اساس آنچه قبلاً یادگرفته در پی کشف چیزهای تازه است.
سوادِ خواندن یکی از مهم‌ترین توانایی هایی است که فراگیران [دانش آموز] در طول یادگیری‌های خود در سال‌های اولیهٔ دبستان کشف می‌کنند و در رشد هر کودک نقش حیاتی دارد. این توانایی اساس یادگیری را در موضوعات دیگر نیز فراهم می‌سازد. همچنین این توانایی می‌تواند برای خلاقیت و رشد فردی و اجتماعی به کار رود.
خواندن از جمله وسایل مهم فهمیدن در دنیای کنونی است. فرد می‌تواند نتیجه تحقیقات و مطالعات دیگران را که مدت‌ها به درازا کشیده‌است از طریق خواندن در مدت کوتاهی فرا بگیرد. خوب خواندن از عوامل مهم پیشرفت و سرگرمی و لذت بردن و رفع خستگی می‌باشد.
عوامل موثر در آمادگی و یادگیری خواندن در کودکان شامل:داشتن شرایط جسمانی مناسب وسالم ،آمادگی ذهنی،موفقیت در گوش دادن وسخن گفتن، رشد عاطفی و اجتماعی کودک، همکاری و هماهنگی والدین با کودک و تحرک بدنی کافی می باشد.. از طرف دیگرحوزه‌ای پژوهشی به نام مطالعات خوانایی به بررسی احتمال موفقیت خواننده در خواندن و درک نوشته‌ها می‌پردازد و موضوع خوانایی را از ابعاد مختلف بررسی می‌کند.

## نگارخانه

خواندن نامه اثر پابلو پیکاسو
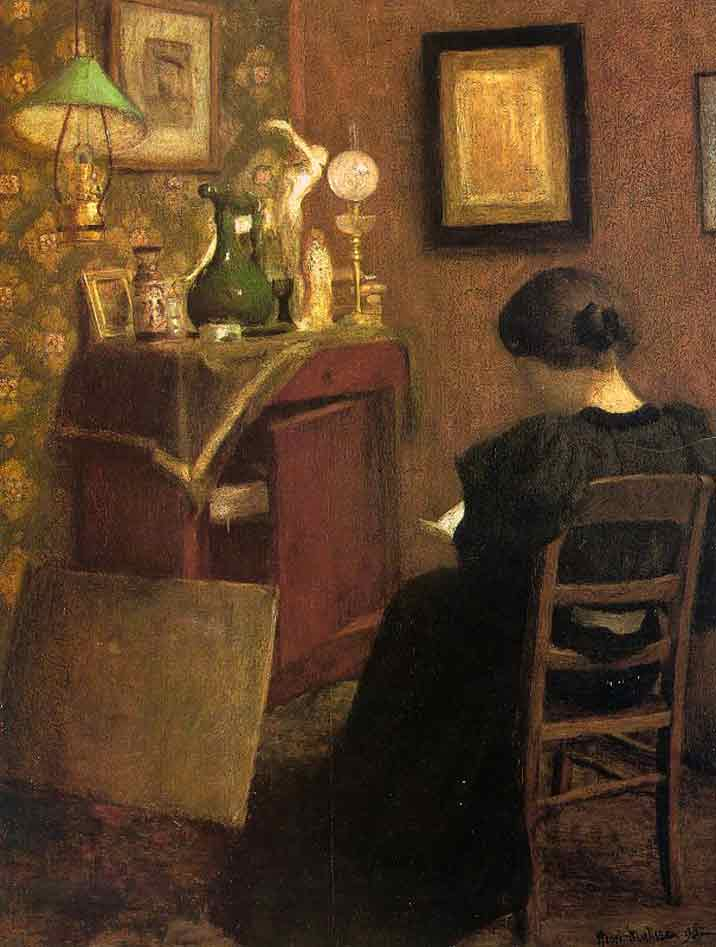
زن در حال خواندن اثر آنری ماتیس.